# Abajas
Abajas és un municipi de la província de Burgos a la comunitat autònoma de Castella i Lleó. Forma part de la comarca de La Bureba. Inclou els nuclis d'Abajas i Bárcena de Bureba.

## Demografia
| 1991 | 1996 | 2001 | 2004 |
| ---- | ---- | ---- | ---- |
| 51   | 37   | 52   | 41   |